# El Zorro de París
El Zorro de París (Der Fuchs von Paris) es un thriller bélico de Alemania Occidental dirigido por Paul May y estrenado en 1957.

## Sinopsis
La historia tiene lugar en 1944, en un París ocupado por el ejército alemán, justo antes de que los aliados desembarcasen en Normandía. En el cuartel general alemán, el general Quade y el Generaloberst von der Heinitz asesoran sobre la situación militar. Ambos hombres esperan el desembarco aliado en la costa francesa. La orden de Hitler de luchar hasta la muerte y sacrificar la vida de los soldados alemanes suscitó sin ninguna duda la voluntad de ambos oficiales a resistir. A la vez, el capitán Fürstenwerth, sobrino de Quade, llega del frente ruso. Quade se sincera con su sobrino, el cual también considera que en caso de que se produjese una batalla final en Francia tras un desembarco americano-británico, Alemania tendría pocas posibilidades de resultar victoriosa. La cuarta persona presente es el comandante Wedekind de la Abwehr, bajo el mando de Quade. El coronel Toller llega de Berlín para supervisar la ejecución de la orden de Hitler.     
Fürstenwerth quiere aprovechar el tiempo en París para relajarse un poco y olvidar los terribles acontecimientos que ha presenciado en el frente oriental. Mientras pasea vestido de civil por los jardines del palacio de Versalles, salva a un niño de morir ahogado. La bella francesa Yvonne, que presencia la escena, se acerca y empiezan a conocerse. La joven lleva al alemán a casa de su padre para que pueda secarse. A pesar de la actitud reservada del oficial alemán, Fürstenwerth recibe un trato cortés. François, uno de los hermanos de Yvonne, no puede ocultar su profunda aversión por el alemán. Yvonne le da a Fürstenwerth el traje de su otro hermano, muerto en la guerra. Cuando el joven capitán sale de la casa, ve a un hombre a quien ha conocido recientemente. Es André, que dirige el grupo de resistencia local. André habla de la situación con Yvonne, su padre y François, y le pide que se mantenga en contacto con Fürstenwerth, ya que podría serles útil. Mientras Yvonne flirtea ahora con Fürstenwerth, este no se da cuenta de que hace tiempo que se ha convertido en un juego de intereses para la Resistencia francesa.      
Mientras tanto, Quade y sus confidentes han tomado una decisión que hace que el contacto con la resistencia francesa se convierta en un instrumento muy valioso. Quieren que los aliados se hagan con los absurdos planes del OKW, para que el Cuartel General del Führer cambie su decisión. Quade está al corriente del contacto de Fürstenwerth con Yvonne y decide usar a su sobrino como un peón en su plan. Le entrega una carpeta con los planes, con la esperanza de que caigan en las garras de la Resistencia a la primera oportunidad. Y así ocurre. Mientras Yvonne y Fürstenwerth en uniforme dan un paseo por el parque, François y André realizan copias de los planes robados de la carpeta. Entregan los documentos a un contacto británico, el coronel Robbins, oficial del CIC. Cuando Fürstenwerth e Yvonne, quienes están empezando a enamorarse, vuelven a casa una noche, André y François les están esperando con revólveres. Llevan a Fürstenwerth a un escondite secreto, una granja remota donde Robbins le está esperando ya.         
El bando contrario ejerce una enorme presión sobre Fürstenwerth para que obtenga más documentos importantes. Entonces ocurre algo inesperado. La Abwehr lleva tiempo escuchando las conversaciones de la Resistencia y quiere atrapar a los miembros de la Resistencia en una redada, por lo que rodean la granja y se produce un tiroteo. Fürstenwerth dispara al reflector para apagarlo y salva a François, que resulta herido. La gratitud de británicos y franceses es limitada, ya que inmediatamente después comienzan a amenazar con entregar a Fürstenwerth a su ejército si no ayuda a la Resistencia. Quade, informado por Fürstenwerth, le pide a su sobrino de que aguante unos días más, ya que entonces dará comienzo su plan. Incluso quiere recuperar los planes que le dieron a François.         
Para mayor desgracia de Fürstenwerth, llevaba tiempo siendo vigilado y es detenido en el momento decisivo por dos agentes del SD, Biener y Däubele, en plena calle, justo cuando se dispone a entregar los planes a Yvonne en un café. En su celda en la cárcel, tras un interrogatorio interminable, Fürstenwerth espera pacientemente por la ayuda de su tío. Pero este no puede intervenir si no quiere arruinar su plan por completo. El general Quade se ve obligado a sacrificar al capitán Fürstenwerth, sobre todo tras recibir la mala noticia de parte del comandante Wedekind de que el cuartel general del Führer no desea cambiar los planes de las tropas. Fürstenwerth es asesinado a tiros en el patio de la prisión. A unas manzanas de distancia, Yvonne escucha el sonido de los disparos en la carretera.

## Ficha técnica
- Título original en alemán: Der Fuchs von Paris
- Título en español: El Zorro de París [1]

- Dirección: Paul May
- Guion: Herbert Reinecker
- Música: Hans-Martin Majewski
- Dirección artística: Hans Kuhnert, Wilhelm Vorwerg
- Vestuario: Walter Salemann
- Fotografía: Georg Bruckbauer
- Sonido: Heinz Garbowski
- Montaje: Klaus Eckstein
- Producción: Kurt Ulrich
- Productora: Kurt-Ulrich-Film
- Distribuidora: Constantin Film
- País de origen: Alemania Occidental
- Idioma: Alemán
- Formato: Blanco y negro - 1.37:1 - Mono - 35 mm
- Género: Bélico
- Duración: 98 minutos
- Fechas de estreno:
  - Alemania: 14 de noviembre de 1957
  - Francia: 21 de marzo de 1958
  - Suecia: 5 de mayo de1958
  - Finlandia: 16 de enero de 1959

## Reparto
- Martin Held: General Quade
- Hardy Krüger: Capitán Fürstenwerth, su sobrino
- Marianne Koch: Yvonne
- Paul Hartmann: Coronel general von der Heinitz
- Michel Auclair: André, líder de la Resistencia
- Peter Mosbacher: Mayor Wedekind, oficial de la Abwehr en París
- Viktor Staal: Coronel Toller
- Hans Waldemar Anders: General Dörffler
- Erik von Loewis: General Eisner
- Jean Paul Roussillon: François, hermano de Yvonne
- Jean Murat: Padre de Yvonne
- Jean Vinci: Coronel Robbins, oficial del CIC
- Reinhard Kolldehoff: Biener, SD
- Wolfgang Völz: Däubele, SD
- Walter Gross: Kleinschmidt, secretario de Quade
- Joachim Boldt: Capitán Salter, oficial de ordenanza
- Gerd Martienzen: capellán militar

## Producción
Los exteriores de El zorro de París se rodaron en París y Versalles, y las escenas grabadas en espacios interiores fueron rodadas en el estudio UFA de Berlín-Tempelhof. El estreno tuvo lugar el 14 de noviembre de 1957. 
Los edificios fueron diseñados por Hanns H. Kuhnert y Wilhelm Vorwerg, y el vestuario, por Walter Salemann. El sonido corrió a cargo de Heinz Garbowski. El coronel (retirado) Burkhard Hering trabajó como asesor militar.

## Críticas
"Película de espionaje de lujo, no siempre creíble, pero con respetables aproximaciones a una tragedia de alta traición."
–   Lexikon des internationalen Films.
"Una historia contada a la manera de un reportaje cinematográfico, cuya corta duración y dinamismo no permiten que se tome consciencia de las inverisimilitudes, cuenta con intérpretes bien seleccionados y un decorado de aspecto auténtico..."
–   Paimann’s Filmlisten. 